# Hart, Labot
Hart je naselje v Občini Labot v Okraju Volšperk na Koroškem v Avstriji.